# Lubycza Królewska
Lubycza Królewska ist eine Stadt sowie Sitz der gleichnamigen Stadt-und-Land-Gemeinde im Powiat Tomaszowski der Woiwodschaft Lublin in Polen. Seit dem 1. Januar 2016 hat Lubycza Królewska wieder Stadtrechte.

## Gemeinde
Zur Stadt-und-Land-Gemeinde Lubycza Królewska gehören neben der namensgebenden Stadt weitere Ortschaften mit Schulzenämtern.